# تشارلز أ. ودوارد
تشارلز أ. ودوارد هو سياسي كندي، ولد في 19 يوليو 1842 في Gore District, Upper Canada ‏ في كندا، وتوفي في 2 يونيو 1937 في فانكوفر في كندا. نشط حزبياً في BC United ‏.